# Artemis 1
Artemis 1, ufficialmente Artemis I (con il numero "uno" espresso in cifre romane) e precedentemente conosciuta come Exploration Mission 1 o EM-1, è stato il secondo volo di collaudo, senza equipaggio, della navicella Orion MPCV e il primo lancio del razzo vettore Space Launch System, nell'ambito del programma Artemis.
Il lancio, inizialmente previsto per il 2020 dal complesso 39B del Kennedy Space Center, è stato prima posticipato più volte, fino a novembre 2022.
Il primo tentativo di lancio del 29 agosto 2022 è stato cancellato in seguito a problemi tecnici riguardanti il sensore per il raffreddamento del motore 3 avvenuti a 40 minuti dal termine del countdown.
Il secondo tentativo di lancio, previsto per il 3 settembre 2022, è stato anch'esso cancellato in seguito a perdite di carburante avvenute circa a 2 ore e 30 minuti dal termine del countdown.
Per verificare il corretto funzionamento dei sistemi di rifornimento, il 21 settembre 2022 la NASA ha effettuato un test criogenico, i cui obiettivi sono stati raggiunti. Il successivo tentativo di lancio era previsto per il 27 settembre 2022 o, in caso di ulteriori problemi, il 2 ottobre 2022.
A causa della formazione dell'uragano Ian, diretto in Florida, la NASA ha deciso di annullare i due tentativi previsti e riportare il razzo SLS al Vehicle Assembly Building per proteggerlo dalle condizioni meteorologiche avverse.
Nella notte del 4 novembre 2022 la NASA ha iniziato il rullaggio del razzo SLS verso la rampa di lancio in vista del tentativo di lancio del 14 novembre 2022, ma a causa della formazione della tempesta tropicale Nicole che ha colpito la Florida, la NASA ha deciso di rinviare il lancio. A causa della mancanza di tempo necessario per far ritornare il razzo nel Vehicle Assembly Building, questo è stato esposto ai forti venti della tempesta, ma nonostante ciò la NASA ha affermato che nessun danno significativo ha colpito il razzo. Il veicolo è infine stato lanciato il 16 novembre 2022 alle ore 06:48 UTC.

## Descrizione
Lo scopo generale di Artemis I è stato dimostrare l'affidabilità dell'SLS e dei sistemi principali di Orion, incluso il modulo di servizio, in preparazione di un volo con equipaggio, e di collaudare lo scudo termico della navicella in un rientro ad alta velocità.
La versione Block 1 dell'SLS utilizzata per questa missione ha utilizzato due razzi ausiliari a propellente solido modificati a cinque segmenti, uno stadio principale spinto da quattro motori RS-25 già utilizzati sullo Space Shuttle, e un secondo stadio derivato dal Delta Cryogenic Second Stage.
Il modulo di servizio, che fornisce propulsione, energia elettrica, termoregolazione e supporto vitale al modulo dell'equipaggio, è stato sviluppato dall'Agenzia Spaziale Europea e costruito da Airbus Defence and Space.
Rispetto all'EFT-1, il modulo dell'equipaggio di Artemis I includeva modifiche ai componenti per ridurne la massa. Anche se la missione non aveva astronauti a bordo, la capsula è stata dotata di un sistema di supporto vitale completo e funzionante.
Inizialmente la missione prevedeva un sorvolo della Luna lungo una traiettoria di ritorno libero, con rientro sulla Terra 7-8 giorni dopo il lancio. In seguito allo sviluppo della ARM, il piano di volo è stato modificato per prolungare la durata della missione a tre settimane e portare Orion su un'orbita distante retrograda attorno alla Luna, in preparazione di un futuro rendezvous tra un Orion con equipaggio e un asteroide sulla stessa orbita.

## Missione
Il 16 novembre 2022, alle ore 06:48 UTC (01:48 Florida) lo Space Launch System (SLS) è decollato dalla Pad 39B del Kennedy Space Center, Cape Canaveral. Il conto alla rovescia è stato intervallato da problemi tecnici che hanno solamente ritardato il lancio di poche decine di minuti. Il lancio è avvenuto con successo e i booster a propellente solido si sono separati dal veicolo in maniera sicura. Successivamente, approssimativamente a T+8:00, è avvenuta la MECO (Main Engine Cut Off), quando i quattro motori RS-25 si sono spenti e lo stadio centrale si è separato dal resto del razzo assieme al Launch Escape System, sistema di sicurezza che non era completamente operativo in questa missione in quanto non avente equipaggio, lasciando la capsula Orion e l'ICPS (Interim Cryogenic Upper Stage) al loro viaggio verso la Luna. Successivamente, l'ICPS ha effettuato una manovra per aumentare il perigeo dell'orbita e renderla circolare. In seguito, l'ICPS ha effettuato la TLI (Trans Lunar Injection), manovra di inserzione translunare, che ha messo la capsula in una traiettoria verso la luna, per poi separarsi anch'esso dalla capsula. 
Il 20 novembre 2022 Orion è entrata nella sfera d'influenza della Luna. 
Il 21 novembre 2022 la navicella Orion ha eseguito alcune accensioni del motore principale denominate "outbound powered flyby burns" per posizionarsi nell'orbita distante retrograda programmata. 

Il 28 novembre Orion ha raggiunto la massima distanza dalla Terra (circa 432.210 km), 2 giorni dopo aver battuto il precedente record stabilito dalla missione Apollo 13. 

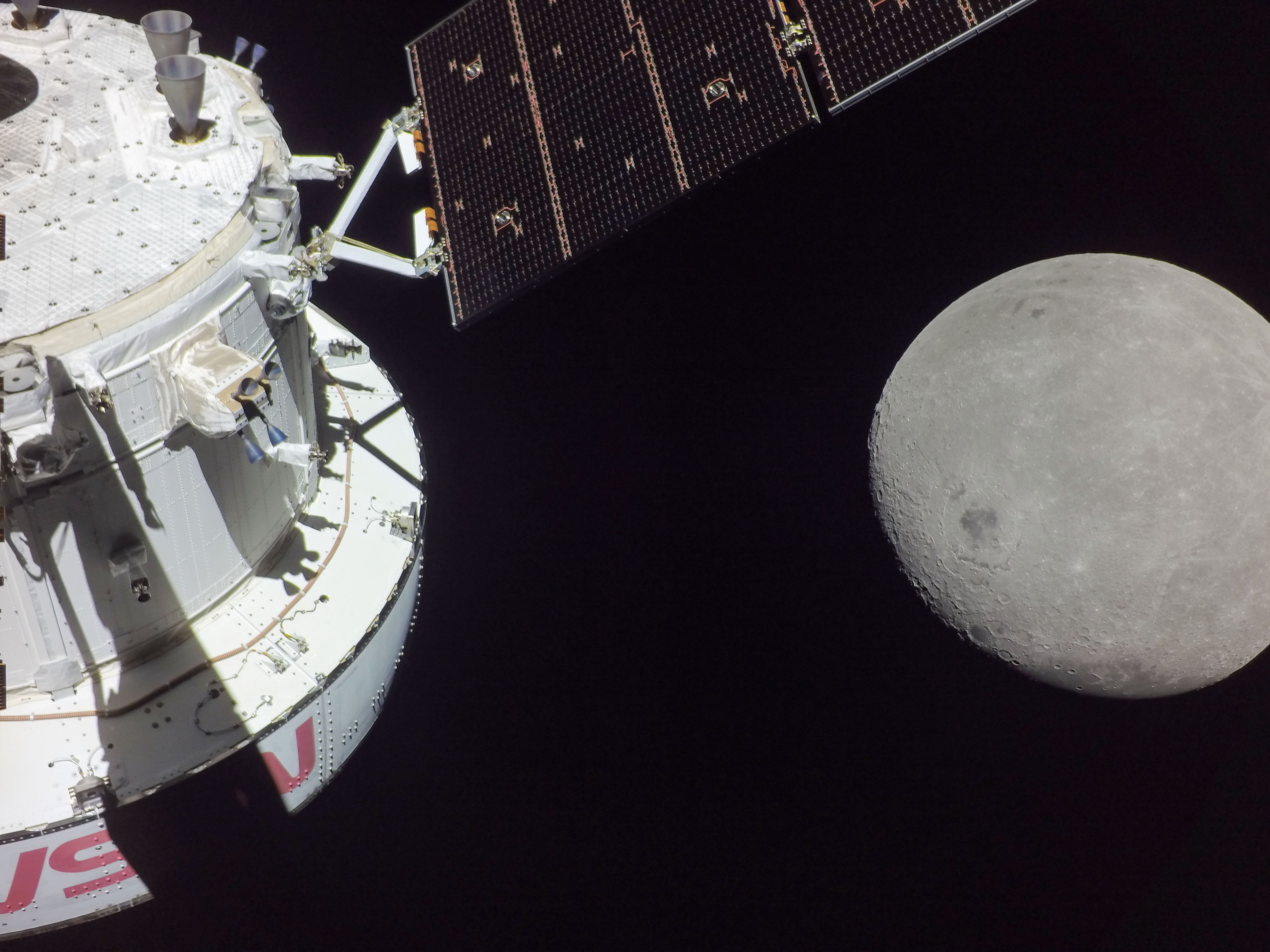
La Luna ripresa da una delle telecamere posizionate sui quattro pannelli solari della navicella Orion.

Il 5 dicembre Orion ha eseguito il secondo sorvolo ravvicinato della Luna riportandosi, grazie ad un'accensione del motore principale, su una traiettoria verso la Terra.
L'11 dicembre, alle ore 17:40 UTC, Orion è ammarata nell'Oceano Pacifico, al largo della California, portando a termine con successo tutti gli obiettivi principali della missione.

## Carichi utili secondari

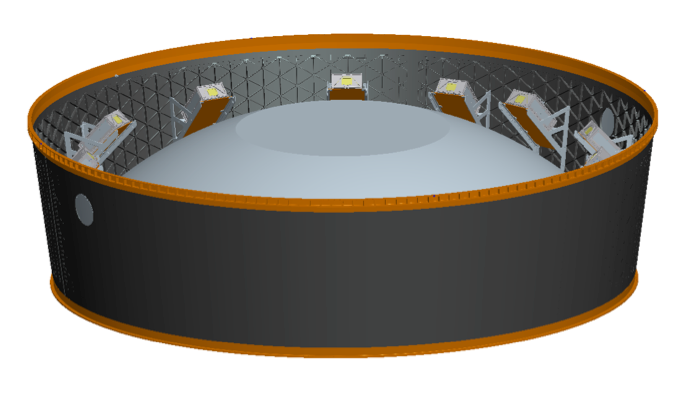
Adattatore Secondo stadio-Orion con i vari CubeSat

Sono state selezionate tredici missioni a basso costo basate sui CubeSat come carichi utili secondari per la missione. Essi, durante il lancio, risiedevano all'interno dell'adattatore che collega il secondo stadio al modulo di servizio dell'Orion. Alcune delle missioni selezionate sono:
- Near-Earth Asteroid Scout, un progetto di un CubeSat spinto da una vela solare in grado di incontrare oggetti near-Earth (NEA).[16] Le osservazioni sono state effettuate attraverso una serie di bassi sorvolo ravvicinato (≈10 km) e con una fotocamera monocromatica ad alta risoluzione per misurare le proprietà fisiche dell'asteroide. Se non fosse stata cancellata, la Asteroid Redirect Mission avrebbe giovato dei dati raccolti.[16] Una grande varietà di potenziali obiettivi sono stati individuati in base alla data di lancio, durata di missione e velocità di sorvolo.
- Lunar IceCube, progettato dalla Morehead State University in Kentucky, aveva lo scopo di investigare la presenza e la distribuzione di depositi di ghiaccio d'acqua utilizzando la versione compatta dello spettrometro a bordo di New Horizons.
- CuSP (CubeSat for Solar Particles) si è occupata di studiare le particelle e i campi magnetici provenienti dal sole e di fornire prove per uno studio di fattibilità di un'ipotetica rete di stazioni per studiare la meteorologia spaziale.
- BioSentinel, una missione per lo studio dell'astrobiologia che ha misurato l'impatto delle radiazioni dello spazio profondo su organismi durante lunghi periodi di permanenza oltre l'orbita bassa terrestre.[15]
- ArgoMoon, nanosatellite italiano realizzato da Argotec e coordinato dalla ASI (Agenzia Spaziale Italiana), unico scelto dalla NASA tra quelli proposti in campo europeo. Il nanosatellite ha scattato immagini della missione EM1 e testato dei nuovi sistemi di comunicazione[17][18][19]
- SkyFire, Cubesat costruito da Lockheed Martin.
- LunaH-Map (Lunar Polar Hydrogen Mapper) si è occupato della mappatura dell'idrogeno presente nei crateri vicini al Polo Sud lunare, tracciando profondità e distribuzione di composti ricchi di idrogeno come l'acqua.
- EQUULEUS (EQUilibriUm Lunar-Earth point 6U Spacecraft) ha studiato la distribuzione di plasma attorno alla Terra.
- OMOTENASHI (Outstanding MOon exploration TEchnologies demonstrated by NAno Semi-Hard Impactor) per dimostrare la fattibilità di lander a basso costo.

## Tentativi di lancio
| Giorno       | Ora       | Causa del rinvio / Lancio                       |
| ------------ | --------- | ----------------------------------------------- |
| 29 agosto    | 12:33 UTC | Guasto al raffreddamento del terzo motore RS-25 |
| 3 settembre  | 18:17 UTC | Perdita di idrogeno al rifornimento             |
| 27 settembre | 15:37 UTC | Uragano Ian sul sito di lancio                  |
| 2 ottobre    | 18:52 UTC | Uragano Ian sul sito di lancio                  |
| 16 novembre  | 06:47 UTC | Lancio avvenuto con successo                    |

## Piano di volo della missione

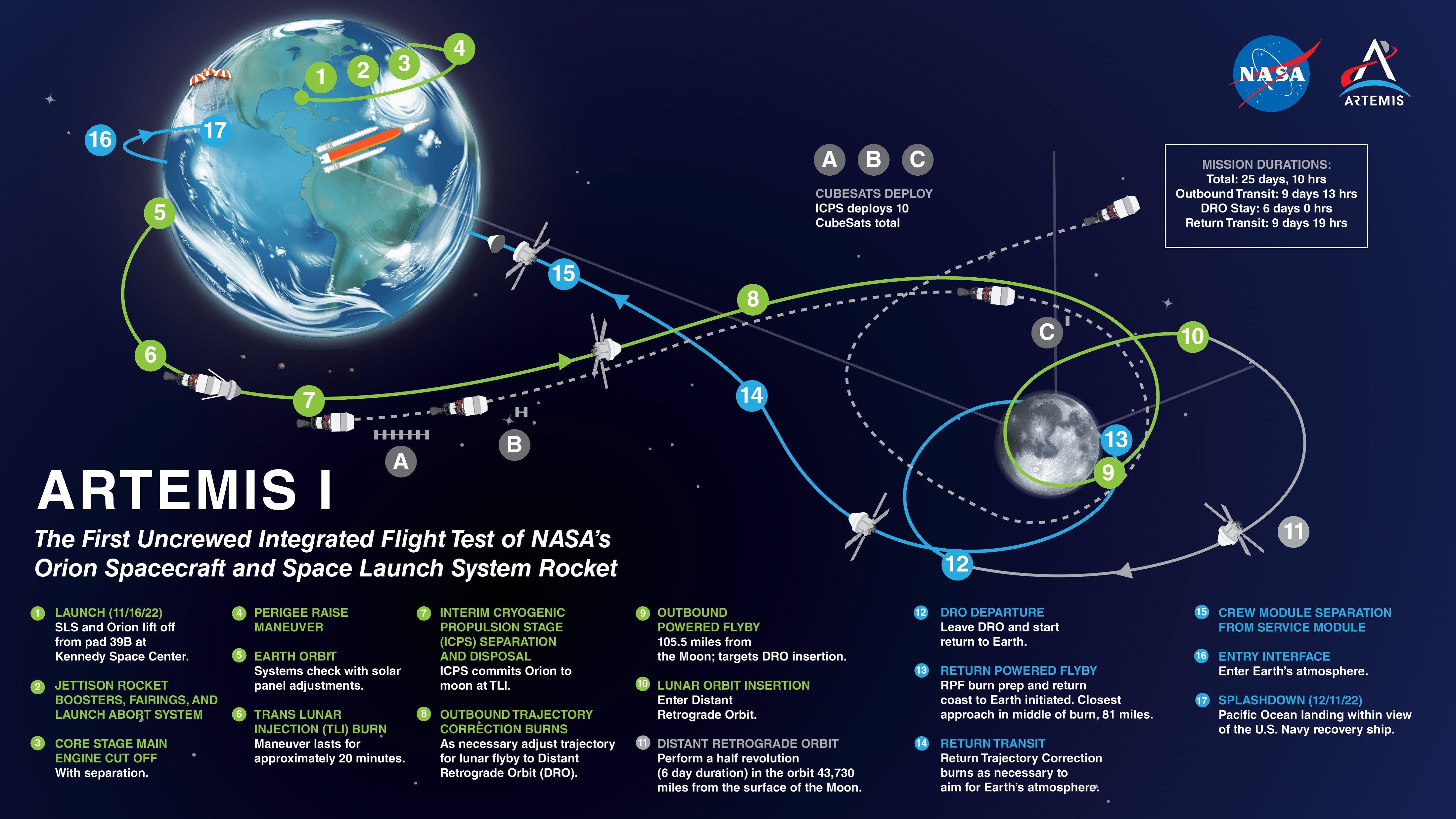
Piano di volo della Artemis 1

| Giorno | Evento                                                                                   |
| ------ | ---------------------------------------------------------------------------------------- |
| 1      | Lancio e iniezione translunare                                                           |
| 2-5    | Trasferimento verso la Luna                                                              |
| 6      | Sorvolo lunare (130 km dalla superficie) e correzioni orbitali per arrivare nella DRO    |
| 6-9    | Transito verso un'orbita lunare distante retrograda (DRO)                                |
| 10     | Ingresso nella DRO                                                                       |
| 10-15  | Permanenza in DRO                                                                        |
| 16     | Accensione motore per preparazione uscita dall'orbita DRO                                |
| 16-19  | Transito verso l'uscita dall'orbita DRO                                                  |
| 20     | Sorvolo lunare (130 km dalla superficie) e accensione motori per rientro verso la Terra. |
| 20-25  | Trasferimento verso la Terra                                                             |
| 25     | Rientro e recupero                                                                       |